# فرودگاه لامتزیا ترمه
فرودگاه لامتزیا ترمه (به انگلیسی: Lamezia Terme Airport) یک فرودگاه همگانی با کد یاتا SUF است که یک باند فرود آسفالت دارد و طول باند آن ۲۴۱۴ متر است. این فرودگاه در شهر لامتزیا ترمه کشور ایتالیا قرار دارد و در ارتفاع ۱۲ متری از سطح دریا واقع شده‌است.

## نگارخانه

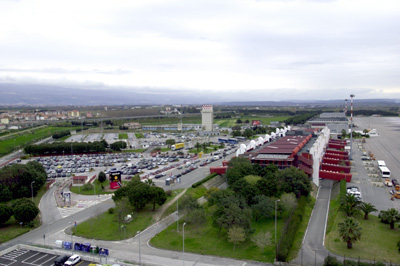
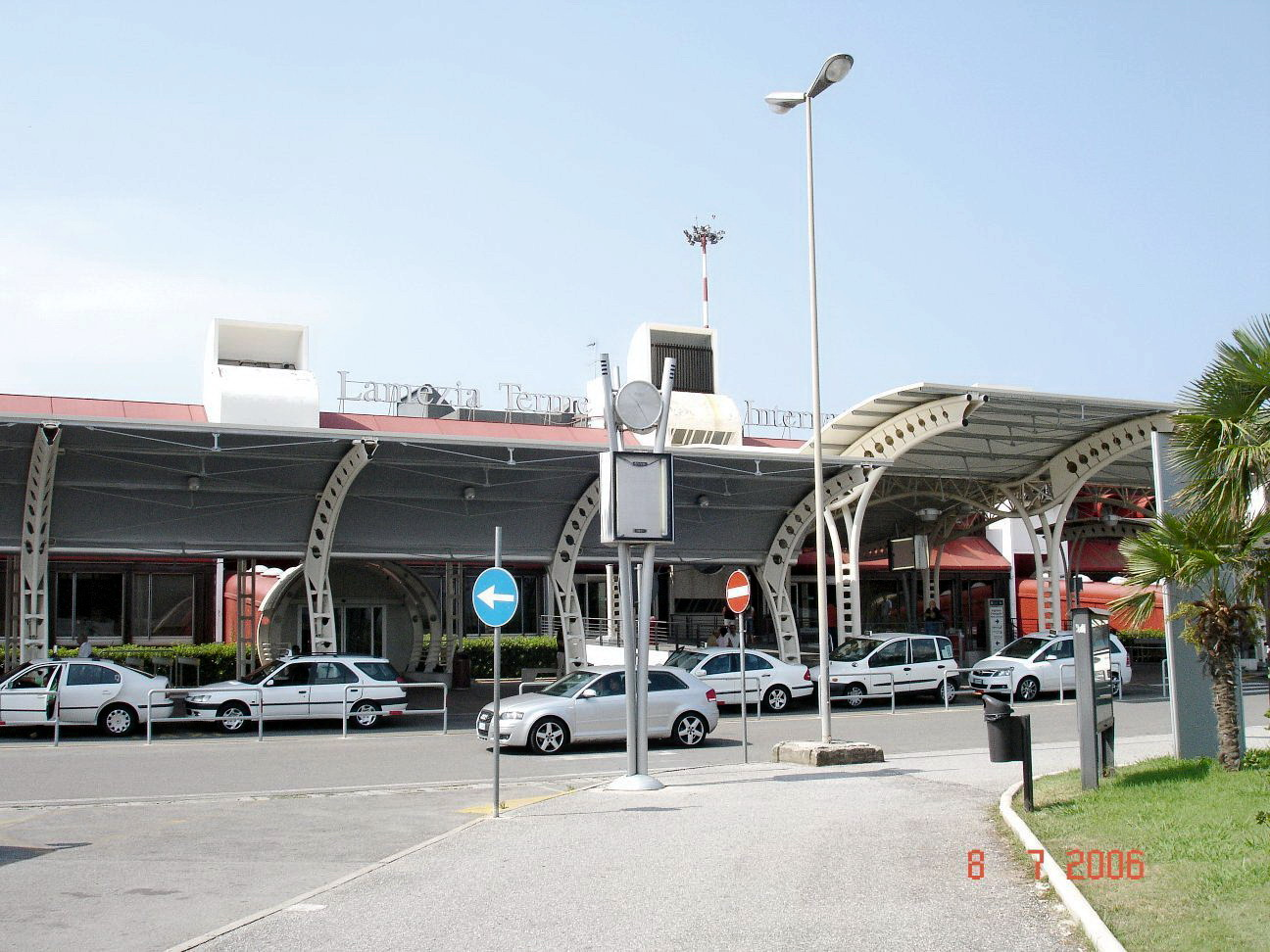
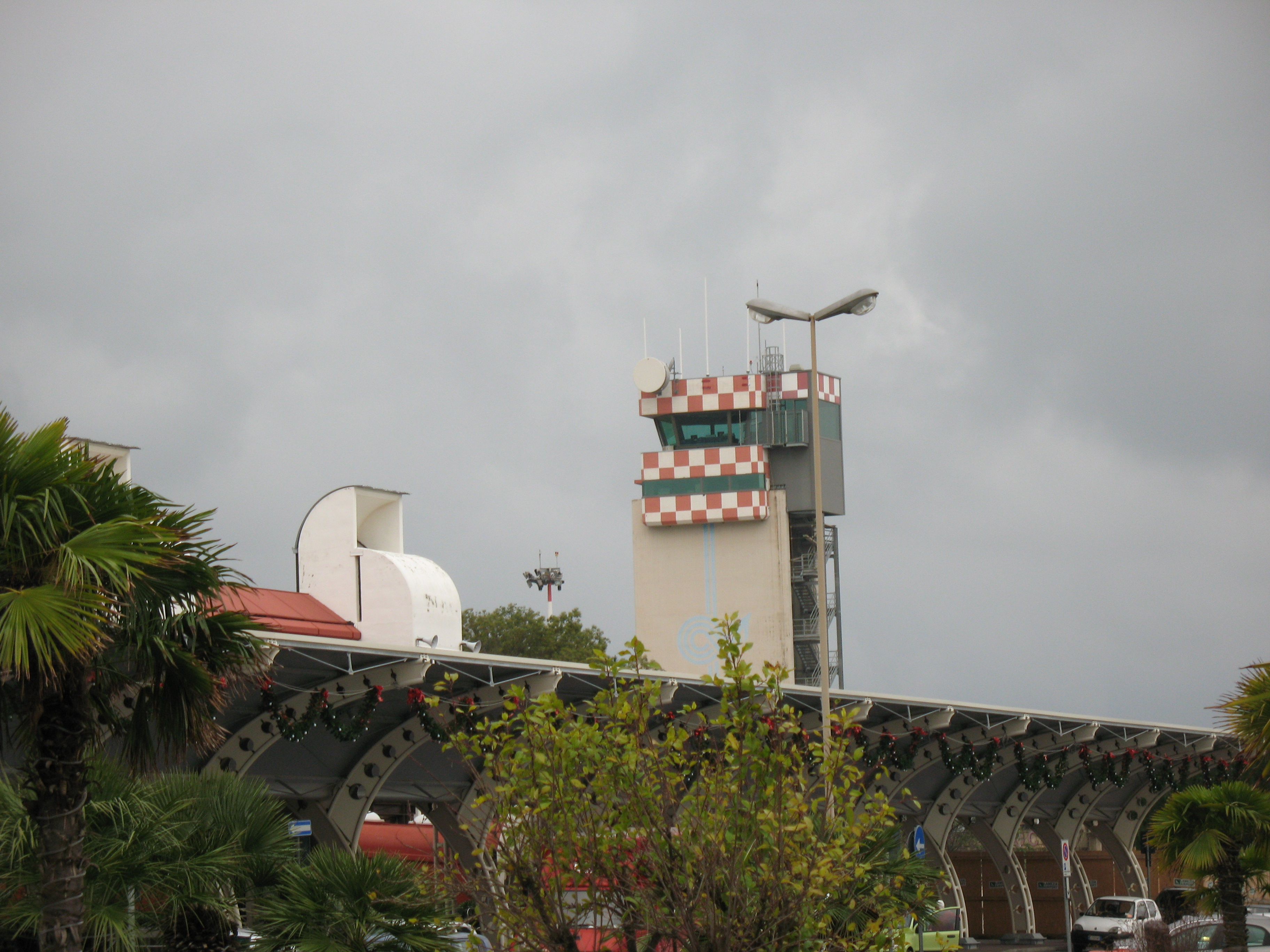

## شرکت‌های هواپیمایی و مقصدهای پروازی
| شرکت‌های هواپیمایی                            | مقصدهای پروازی |
| -------------------------------------------- | --- |
| Air Transat                                  | فصلی: پیرسون تورنتو |
| آلیتالیا                                     | لینیت، لئوناردو دا وینچی-فیومیچینو فصلی: بلوونی گوگلیلمو مارکونی، تورین کاسله |
| Alitalia اجرا توسط آلیتالیا سیتی‌لاینر        | لینیت |
| آسترین ایرلاینز                              | فصلی: وین چارتر فصلی: بولزانو |
| بلو ایر                                      | تورین کاسله |
| کوندور فلوگدینست                             | فصلی: مونیخ (آغاز از ۲۷ آوریل ۲۰۱۸) |
| ایزی‌جت                                       | میلانو مالپنسا |
| ادلوایس ایر                                  | فصلی: زوریخ |
| یورو وینگز                                   | فصلی: مونیخ، وین |
| یورو وینگز اجرا توسط جرمن‌وینگز               | فصلی: کلن بن، دوسلدورف، هانوفر، اشتوتگارت |
| Helvetic Airways                             | فصلی: زوریخ |
| لوفت‌هانزا                                    | فصلی: مونیخ |
| لوکزایر                                      | فصلی: لوگزامبورگ - فیندل |
| مریدیانا                                     | فصلی: میلانو مالپنسا |
| نیکی لوفت‌فارت                                | فصلی: زوریخ |
| Neos                                         | فصلی: اوریو آل سریو، میلانو مالپنسا، ورونا |
| پریمرا ایر                                   | فصلی: مالمو، استکهلم-آرلاندا |
| رایان‌ایر                                     | اوریو آل سریو، بلوونی گوگلیلمو مارکونی، بروکسل جنوب شرلروآ، فرانکفورت-هان، هامبورگ، کارلسروهه/بادن-بادن، استانستد لندن، جان پل دوم کراکوف-بالیس، مادرید-باراخاس، میلانو مالپنسا (آغاز از ۲۹ اکتبر ۲۰۱۷)، گالیله, ترویزو فصلی: ویزه |
| Small Planet Airlines                        | چارتر فصلی: ویلنیوس |
| اسمارت‌وینگز اجرا توسط تراول سرویس ایرلاینز   | فصلی: برنو-تورانی، لئوس جانسیک استراوا، پراگ رازیون |
| اسمارت‌وینگز اجرا توسط تراول سرویس            | فصلی: ام. آر. استفانیک، کوشیتسه |
| سان دور اینترنشنال ایرلاینز اجرا توسط ال عال | چارتر فصلی: بن گوریون |
| سان‌اکسپرس دویچلند                            | فرانکفورت، لایپزیگ/هال |
| TUIfly Belgium                               | فصلی: بروکسل |
| ویز ایر                                      | هنری کواندا، بوداپست فرنک لیست، شوپن ورشو |